# Kirke

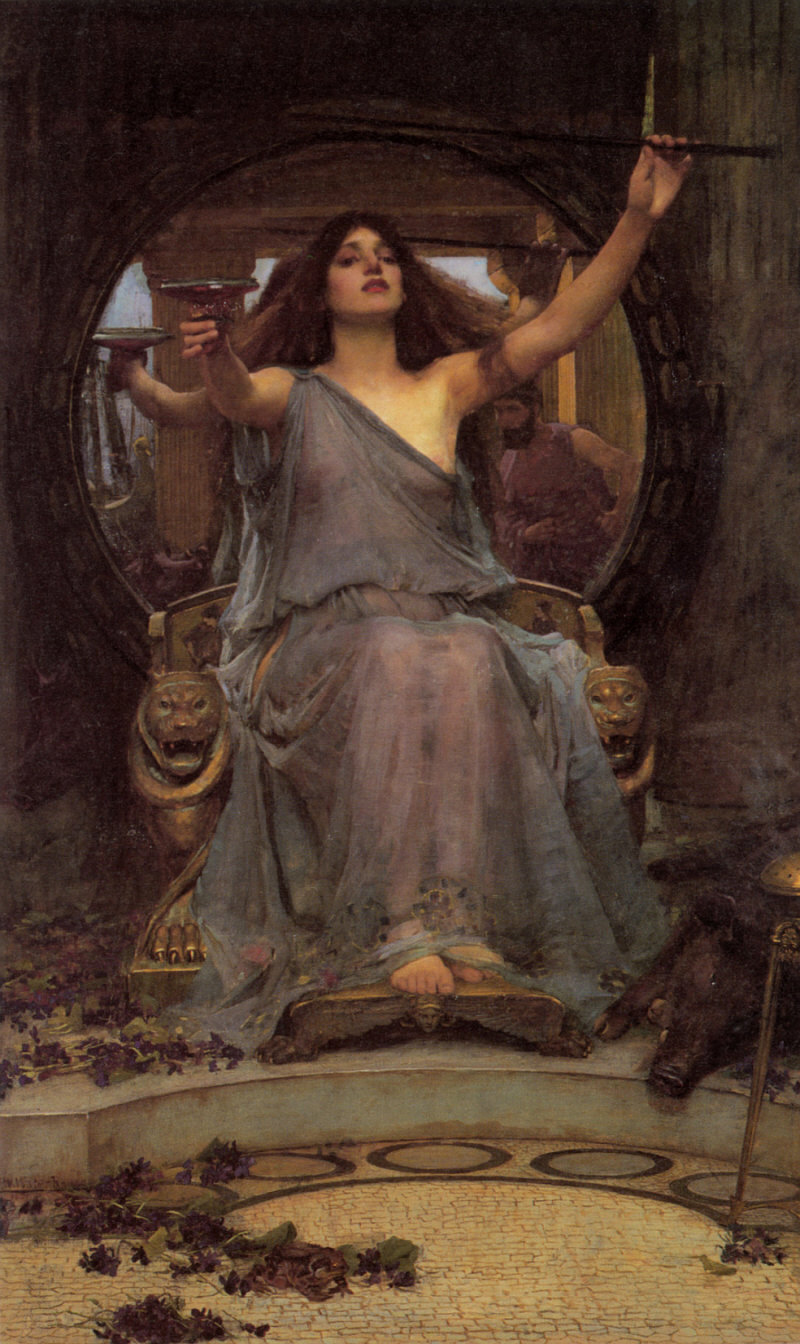
Kirke, verk av John William Waterhouse.

Kirke (klassisk grekiska: Κίρκη (Kírkē), latin: Circe) var en häxliknande gudinna i grekisk mytologi. Dotter till Helios och havsnymfen Perse. Omnämnd ibland som faster till Medea.
Kirke förförde Odysseus med olika trollformler under hans färd hem från Troja. Hans manskap tvingades påminna honom om resans mål varpå Kirke förvandlade dem till svin. Till slut lyckades Odysseus övervinna hennes trolldomskonster genom att använda en motformel han fått av guden Hermes. Kirke accepterade dem efter detta och gav dem stor gästfrihet under ett helt år.